# Брайън Хентън
Брайън Хентън (роден на 19 септември 1946 в Замъка Донингтон, Лестършър) е бивш британски състезател от Англия. Той печели Британската Формула 3 и Формула 2 през 1974 г. и 1980 г. Той участва в 37 Гран При-та на Формула 1 дебютирайки на 19 юли 1975 г. но никога не е бил в точките.
Хентън(с прякора си Суперхен в британската преса) е от модерна съветска къща и никога не е започвал да се състезава докато е бил на 23. Печелейки Британската Формула Вий през 1971 той оповести че той ще стане Световен шампион. Тази цел му се изплъзнала, но той се наслаждава на своята прогресираща кариера във Формула 3 и Формула 2.
Дебютът му във Формула 1 е на 19 юли 1975 в Голямата награда на Великобритания за отбора на Лотус макар че той направи теоретично добро каране отбора бе в размирица пордаи факта че Лотус 72 е не вече недоминираща а заместващата 76 е било провал, така че нищо не е било постигнато. Между 1975 и 1978 той миксира участията във Формула 1 с Формула 2, но никога не се доказва себе си в някоя от тези категории, но все пак спечели титлата на Ф2 като пилот на Толеман през 1980 г. Отбора обаче влезе във Формула 1 заедно със своя пилот. Първото състезание бе катастрофа тъй като тежкото тегло и недоразвития болид бе големия проблем, Хентън се класира само в Италианската ГП докато съотборника му Дерек Уорик в последното състезание. Неплодотворните му опити с Ероуз и Тирел не доведоха добри резултати през 1982 г.
Последния си опит във Формула 1 бе в Състезанието на шампионите през април 1983, което бе и последното не-състезателен кръг от Формула 1.